# Doctor Who theme
Doctor Who theme è un brano musicale, composto da Ron Grainer ed eseguito da Delia Derbyshire, del 1963, tema dell'omonima serie televisiva britannica.

## Composizione
Venne originariamente composto da Ron Grainer per la BBC e successivamente registrato da Delia Derbyshire con l'aiuto di Dick Mills. Nonostante il tentativo di Grainer di condividere i diritti d'autore della traccia con Derbyshire, ciò non gli fu possibile a causa di problemi di natura burocratica.
Doctor Who theme venne scritta in tonalità minori e impiegando sonorità che vogliono risultare al contempo orecchiabili, "nuove" e "strambe". Si tratta anche di una delle prime tracce interamente elettroniche destinate alla televisione: per registrarla vennero infatti sovrapposti una linea di basso ottenuta pizzicando una corda tesa su un pannello metallico, del rumore bianco e una melodia prodotta da un generatore di segnali e una serie di oscillatori connessi a una tastiera.

## Pubblicazione
Doctor Who theme venne pubblicato su singolo nel 1964. Sebbene, in tale pubblicazione, la traccia sia attribuita al BBC Radiophonic Workshop, la sua paternità è riconosciuta a Grainer. Compare anche in molte pubblicazioni con le colonne sonore della serie edite dalla BBC Records. 
Del tema di Doctor Who sono state realizzate diverse versioni.

## Impatto culturale
Il tema di Doctor Who è divenuto il brano più celebre registrato presso il BBC Radiophonic Workshop. Il suo successo portò diversi artisti ad ispirarsi alla radiofonia tra cui Stereolab, Aphex Twin e i Broadcast.
Tra i vari artisti che hanno riproposto o citato direttamente la traccia vi sono i Pink Floyd (One of These Days) e i Timelords (Doctorin' the Tardis).